# Penrice Castle
Penrice Castle (walisisk: Castell Pen-rhys) er en middelalderborg nær Penrice på Gowerhalvøen i det sydlige Wales. Det er den største bor på Gowerhalvøen. Tæt ved er der opført en nyklassicistisk herregård fra 1770'erne.
Den oprindelige middelalderborg blev opført af Penrice-familien, efter de havde fået tildelt land i forbindelse med den normanniske invasion af Wales.